# Redewendung

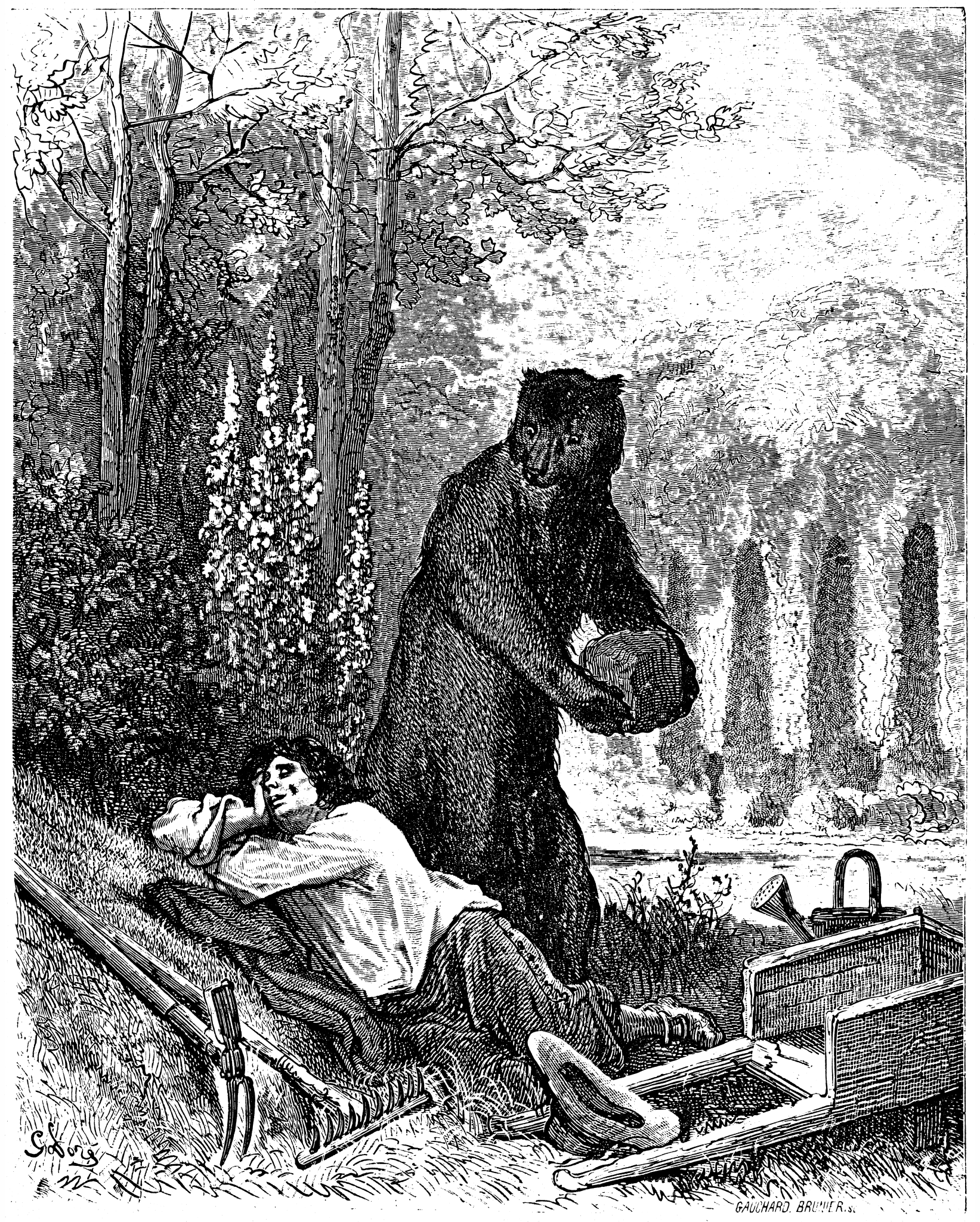
Einen Bärendienst erweisen
(Illustration von Gustave Doré)

Eine Redewendung, auch Phraseologismus, Idiom oder idiomatische Wendung, ist eine feste Verbindung mehrerer Wörter („feste Wortverbindung“) zu einer Einheit, deren Gesamtbedeutung sich nicht unmittelbar aus der Bedeutung der Einzelelemente ergibt. Es handelt sich um ein rhetorisches Stilmittel und um den Spezialfall einer Kollokation.

## Definition
Die Vielfalt der alten wie der neuen Begriffe ergibt ein terminologisches Chaos. Im Englischen wird sogar der übergeordnete Begriff des rhetorischen Stilmittels (figure of speech) als weiteres Synonym benutzt. Im Deutschen werden nebeneinander folgende Termini gebraucht:
Redensart, Redewendung, stehende Wendung, fester Ausdruck, Ausdrucksweise, Phrase, Floskel oder Formel.
Der Duden definiert Redewendung als eine „feste Verbindung von Wörtern, die zusammen eine bestimmte, meist bildliche Bedeutung haben“.
Das Wort Phraseologie bezeichnet dabei sowohl die Gesamtheit der in einer Sprache auftretenden Redewendungen als auch die sich damit befassende Wissenschaft. Eine phraseologische Einheit ist die Verbindung zweier oder mehrerer Wörter, die keine allein aus ihnen selbst erklärbare Einheit bilden. Als Beispiel die Redensart „ins Gras beißen“: Sie hat nichts mit „in den Apfel beißen“ oder „ins Gras fallen“ zu tun. Die Wendung hat die Bedeutung „sterben“ und kann nicht durch Wendungen wie „in die Wiese beißen“ oder „ins Gras schnappen“ ersetzt werden.
SWR Wissen grenzt die Redewendung vom Sprichwort dadurch ab, dass die Redewendung ein Bestandteil von Sätzen ist, während ein Sprichwort ein ganzer Satz ist.

## Übertragene Bedeutung
Der Sprachforscher Lutz Röhrich weist darauf hin, dass wörtliche und übertragene Bedeutung oft nebeneinander bestehen.
Der Satz „Der Ofen ist aus“ kann beispielsweise zweierlei bedeuten:
1. Das Feuer im Ofen ist erloschen.
2. Das „Feuer“ einer Beziehung ist erloschen: Die Beteiligten wollen nichts mehr miteinander zu tun haben.

Das Verstehen setzt zunächst die Kenntnis der Hintergründe voraus. Die Aneignung der Sprachbildlichkeit ist ein Prozess, der sich über einen großen Teil der Kindheit hinzieht und am Ende über ein ganzes Leben erstrecken kann. So vermag z. B. ein Nicht-Muttersprachler durchaus zu lernen, was die deutschen Worte grün und Zweig bedeuten; um aber die Bedeutung von „auf einen grünen Zweig kommen“ zu kennen („den richtigen Weg einschlagen“ / „erfolgreich werden“ / „zu Wohlstand kommen“), bedarf es einer größeren Vertrautheit mit dem Deutschen.

## Wortverbindungen und Wortschatz
Phraseologismen bestimmen die Spezifik einer Sprache stärker als der Wortschatz. Die Idiomatizität einer Wortverbindung zeigt sich daran, dass
- der Austausch einzelner Elemente eine nicht systematische Bedeutungsveränderung ergibt: „jemandem einen Katzendienst erweisen“ gegenüber „jemandem einen Bärendienst erweisen“, „über der Hand“ gegenüber „unter der Hand“
- es auch eine „wortwörtliche“ Lesart der Phrase gibt, für die die vorhergehende Regel nicht gilt.

Diese Wendungen werden unterschieden von den Gruppen der freien (unfesten) Wortverbindungen und den losen Wortverbindungen. In ungenauer Redeweise werden unter Redewendungen auch Sprichwörter, Redensarten, Funktionsverbgefüge und Zwillingsformeln subsumiert.
Oft enthalten sie ehemalige rhetorische Figuren, vor allem Metaphern. Fast immer sind sie aus sprachhistorisch älteren unidiomatischen („wortwörtlich gebrauchten“) Syntagmen entstanden. Die Unanalysierbarkeit der Bedeutung löst sich somit fast immer auf, wenn die Geschichte einer Redewendung nur weit genug zurückverfolgt werden kann. Redewendungen können (wie alle Wortschatz-Elemente) eine eingeschränkte regionale Verbreitung haben.
Mit dem Sprichwort gemeinsam hat die Redewendung das einprägsame Bild, dessen Wortlaut unveränderlich ist. So heißt es „Maulaffen feilhalten“ und nicht „Maulaffen verkaufen“.
Literarische Zitate, die als Redewendungen Eingang in den allgemeinen Sprachgebrauch gefunden haben, werden als geflügelte Worte bezeichnet.